# Cool-jazz
El cool-jazz (cool jazz en anglès) és un estil de jazz mesurat i subtil i que sovint abasta l'anomenat jazz o cool West Coast (de la Costa oest, ja que es va originar a Califòrnia). Va sorgir a finals de la dècada del 1940, després del bebop, i es va desenvolupar al llarg de la dècada del 1950, consolidant-se per un estil més reflexiu, inspirador i relaxat. Va estar impulsat per músics com Miles Davis, Chet Baker i Dave Brubeck, i d'aquella època són les primeres gravacions que se'n van fer, amb l'Orquestra de Claude Thornhill i Lennie Tristano.

## Història
El naixement del cool-jazz es remunta a l'any 1927, amb les col·laboracions del cornetista Bix Beiderbecke i el saxofonista Frankie Trumbauer. Ambdós van utilitzar un estil lineal, relaxat i líric i van ser els primers a oferir una alternativa a la música apassionada i extravertida que caracteritzava l'era del jazz. Podem dir que es van inspirar en Louis Armstrong i en compositors clàssics com Debussy, Ravel i Stravinsky. Com a resultat, van ser els primers a utilitzar harmonies i intervals intrigants basats en escales de to sencer en les seves improvisacions.
Les big bands de la costa oest van ser unes de les precursores del cool-jazz i van establir les bases de la seva sonoritat. El jazz de la costa oest va esdevenir tan important que es va acabar considerant un corrent del cool-jazz anomenada, doncs, West Coast jazz.
El 1948, Miles Davis va formar un nonet i Capitol Records va gravar el grup entre el 1949 i 1950. Aquests enregistraments van ser compilats posteriorment com a Birth of the Cool (1957). Gerry Mulligan va explicar que la idea del Davis's Nonet era no allunyar-se del bebop, sinó "només intentar aconseguir un bon grup de músics". Pel que fa a Davis, la seva intenció en aquell moment era simplement tocar amb un so més lleuger, més expressiu. Tot i així, l'existència del Miles Davis Nonet va ser breu, però van marcar el naixement del cool.
Més tard, John Lewis va co-fundar el Modern Jazz Quartet, que va incorporar formes clàssiques, com la fuga. El quartet "tocava formes clàssiques amb molta precisió, les fugues que tocaven eren de forma realment barroca, tret que les parts expositives que eren improvisades." El quartet buscava una nova sonoritat del jazz basant-se amb elements clàssics per tal de tocar un jazz més subtil i amb improvisacions contrastades de l'estil bebop.
Després de la creació del nonet de Davis, altres músics van voler desenvolupar les seves idees. És el cas de Gerry Mulligan i Chet Baker. Van formar un quartet sense piano, fet que va ser molt innovador. Més tard i pel seu propi compte, Mulligan va formar The Gerry Mulligan Tentette, que va desenvolupar encara més les idees que havia aportat el nonet de Davis.
Un altre grup que va marcar la història del cool va ser el quintet de George Shearing. Utilitzava un estil bebop més subtil i va acabar influenciant també el desenvolupament del cool. Shearing va tenir tant d'èxit que fins i tot Thelonius Monk i Dizzy Gillespie van elogiar les seves idees musicals.
Cal destacar que tant Davis, Lewis, Mulligan i Shearing eren músics arrelats al bebop, però que al llarg de la seva carrera musical van anar desenvolupant idees que acabarien creant un nou estil. Altres músics menys arrelats al bebop es troben per exemple a Nova York, com el pianista Lennie Tristano i el saxofonista Lee Konitz, que van desenvolupar una alternativa cerebral una mica atonal al bop que es concentrava en la improvisació lineal i entrellaçant complexitats rítmiques. A Califòrnia, Dave Brubeck va contractar el saxofonista Paul Desmond, formant un quartet. Tant Konitz com Desmond van utilitzar un enfocament que va contrarestar al bebop, en el sentit que cap dels músics utilitzava un so o un estil molt endeutat amb Charlie Parker. En una entrevista del 2013, Konitz va assenyalar que "el blues no va connectar mai amb mi", i va explicar: "Vaig conèixer i vaig escoltar Charlie Parker i vaig copiar els seus solos bebop com tots els altres. Però no volia sonar com ell. Així que vaig tocar gairebé sense vibrato i sobretot al registre superior. Aquest és el cor del meu so".

## Estil
Va sorgir cercant un nou estil contrastant, amb noves tècniques compositives, noves sonoritats i en general un caràcter més reflexiu, inspirador i relaxat, i es va allunyar del bebop i de la seva improvisació i ritmes elaborats, apropant-se més a una visió més orquestral i clàssica. El cool-jazz es va basar en una dinàmica suau, timbres més reduïts respecte al bebop i un registre vocal i instrumental de gamma mitjana.
Els músics d'aquest estil evitaven sempre el vibrato, buscaven improvisacions molt líriques, com Stan Getz, melòdiques, amb diàlegs clars i transparents com Chet Baker. També cal destacar que durant aquesta època va predominar la composició per sobre de la improvisació, a causa de la influència europea. Així doncs, el cool-jazz va sorgir com a antítesi del bebop, oposant-se als ritmes ràpids, a les harmonies dissonants i al virtuosisme. Es pot dir que aquest estil s'apropava més als inicis del jazz durant l'era del swing, a una instrumentació més europea, buscant un so més íntim i relaxat.

### Tècniques d'improvisació
En les improvisacions del cool-jazz es tenia molt en compte la línia melòdica, es pot dir que Louis Armstrong va ser un precursor d'aquest estil. Un exemple clar també són les improvisacions de Miles Davis. Davis, a l'època del bebop, buscava molta complexitat harmònica, sons més dissonants i ritmes més complexes. Però durant el cool-jazz va passar del virtuosisme a buscar una línia melòdica clara, frases més curtes, l'ús dels silencis també com a part de la improvisació i una eina expressiva. D'aquest darrer exemple va ser un gran exemple Lester Young, el qual utilitzava els silencis com a part del diàleg entre ell i la secció rítmica. A més d'utilitzar els silencis com a eina expressiva, provocava a l'oient una certa expectació pel que vindrà.
En general podríem dir que és una improvisació més horitzontal, basada en la melodia. Aquesta improvisació tan basada en la melodia i en una harmonia més estàtica, sense modulacions, farà que uns anys més tard neixi un estil més lliure anomenat posteriorment com a free-jazz.

## Àlbums destacats

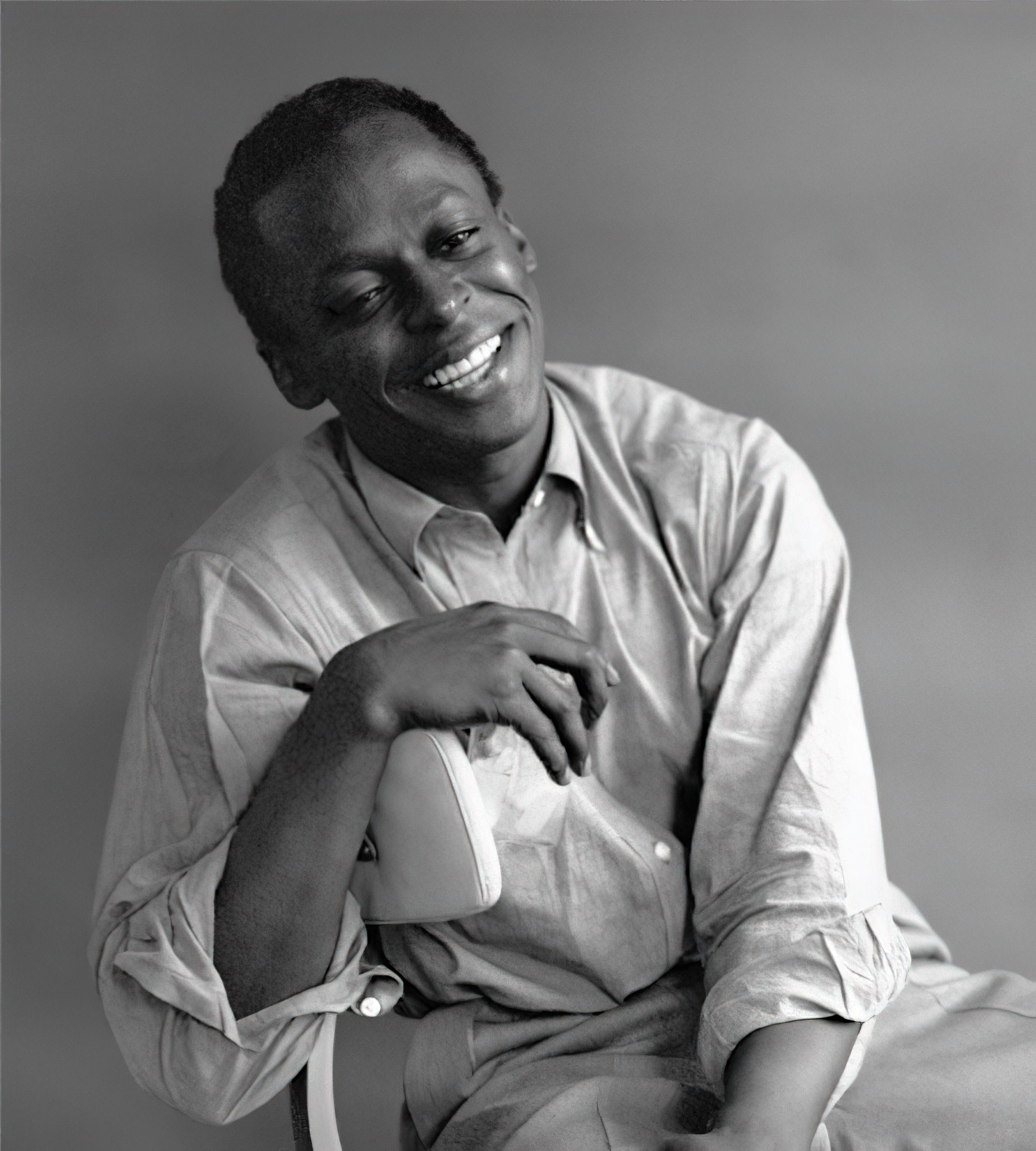
Miles Davis

### Birth of the Cool, Miles Davis[1]
L'estiu del 1948, Miles Davis va desenvolupar i consolidar amb les seves idees musicals les bases del cool-jazz. Va organitzar un grup amb nou músics els quals tocaven instruments com el saxo alto, saxo baríton, trombó, corn anglès, tuba, piano, percussió, trompeta i veu, els quals principalment es dedicaven a tocar arranjaments de Gil Evans.
Gràcies al seu èxit, inesperat per ells, van aconseguir un contracte amb Capitol Records per gravar dotze temes al seu estudi al gener del 1949. Aquests temes es caracteritzaven per un so molt peculiar i nou en el jazz, el qual va causar molta repercussió i va tenir molta influència posteriorment en el desenvolupament del jazz-cool a la costa oest.

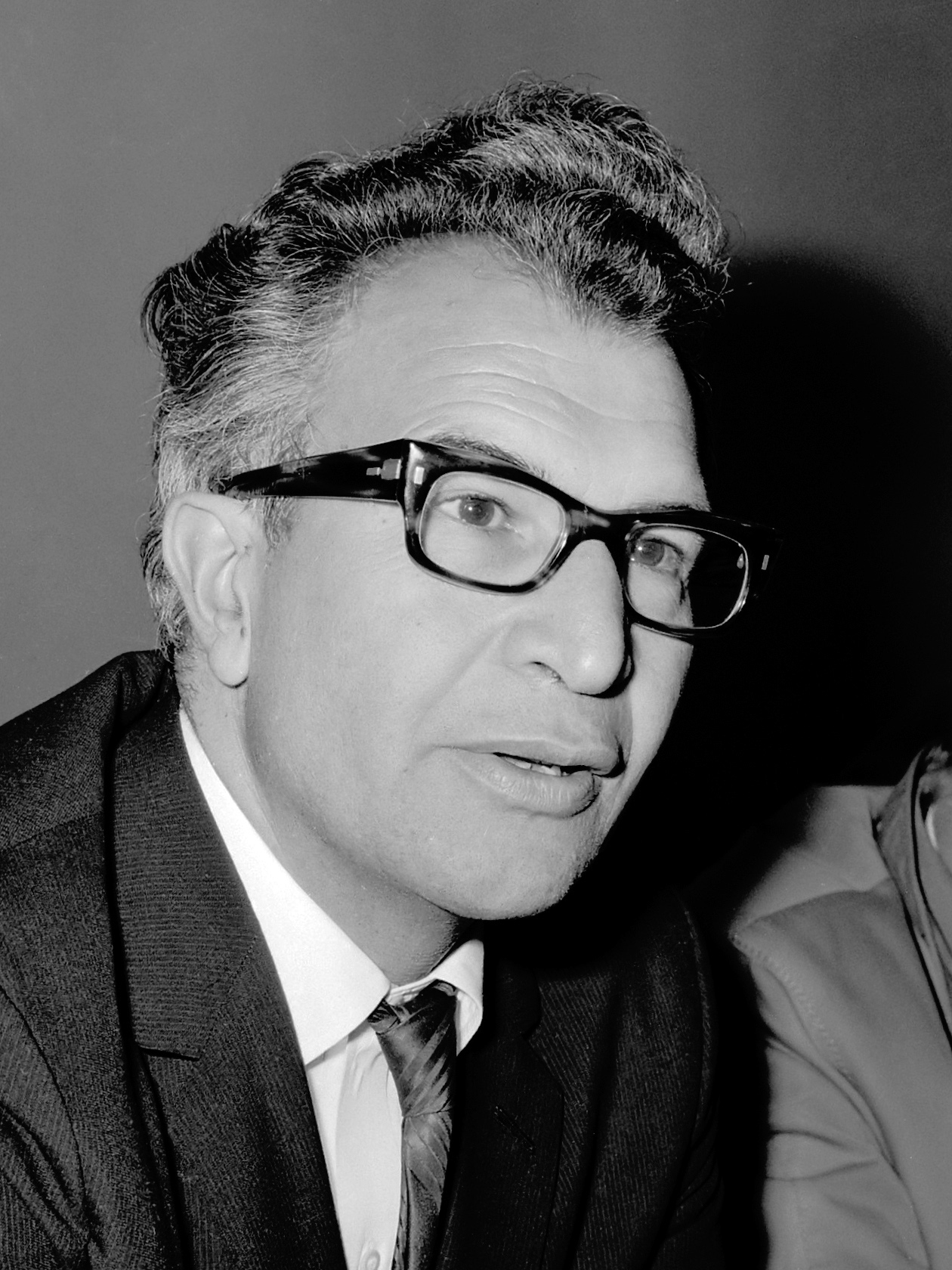
Dave Brubeck (1964)

El febrer del 1957 la companyia Capitol va publicar el CD amb els 12 temes amb el nom de Birth of the Cool.

### Time out, Dave Brubeck[10]
Time Out és un CD de l'any 1959 del quartet de Dave Brubeck. Aquest quartet va ser molt popular durant els anys 50 i va tenir una llarga trajectòria i importants enregistraments, entre d'altres l'àlbum Jazz at Oberlin, el qual conté unes de les millors improvisacions enregistrades de Brubeck.
L'àlbum Time out és característic sobretot per les experimentacions musicals de Dave Brucbeck. Va començar a utilitzar compassos inusuals en el jazz, com el 5/4, 9/8 i 11/4, vals i vals a doble temps. A més d'aquestes idees noves en el jazz, l'àlbum va ser molt important i destaca en el període del cool-jazz ja que contenia el tema de “Take five” de Paul Desmond el qual va ser la primera peça instrumental en el jazz en vendre milions de còpies.
Cal dir que, tot i que finalment va ser un èxit i el tema de “Take five” es va acabar convertint en un estàndard del jazz, en un principi es tenia por de llençar aquest disc al mercat, ja que en aquell moment era un jazz molt experimental.

### Chet Baker Sings, Chet Baker[12]

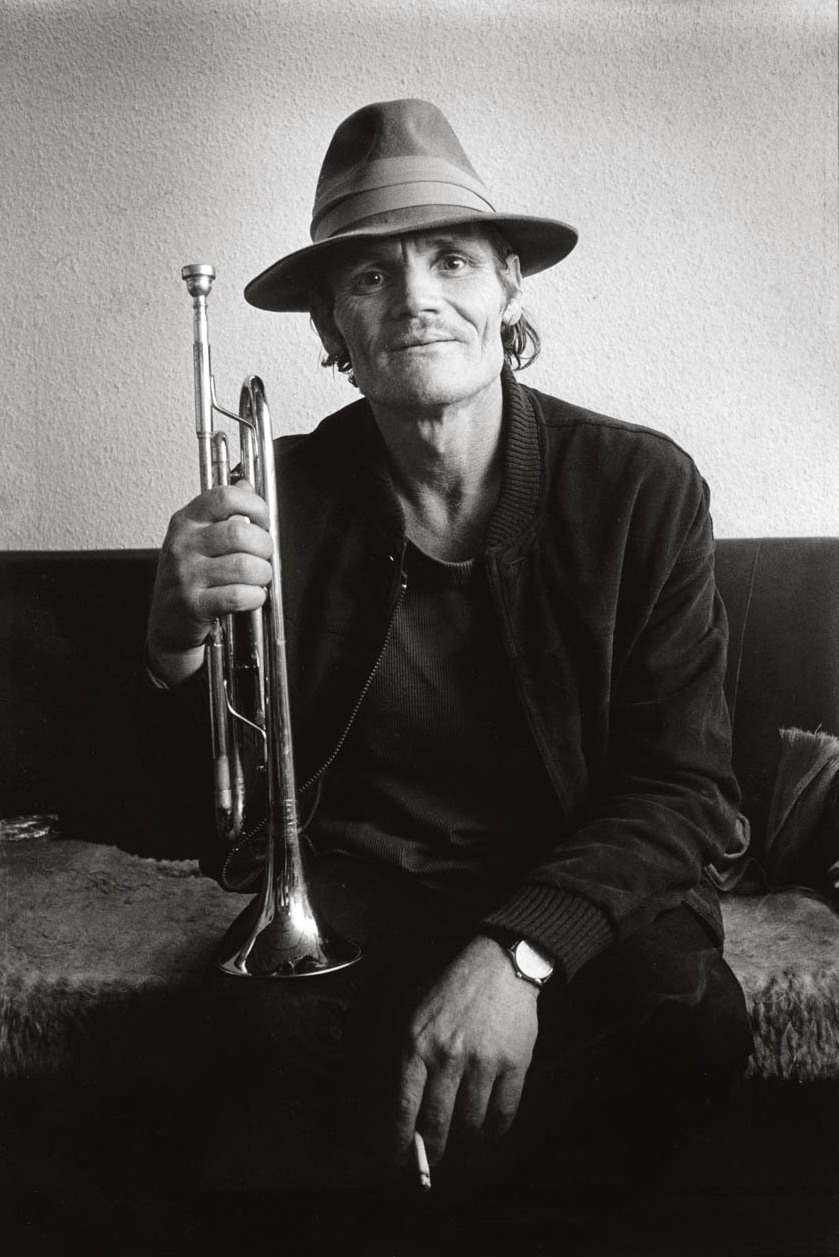
Chet Baker "Prince of cool". 1983

Chet Baker al llarg de la dècada del cool va forjar el seu propi estil i va culminar amb l'àlbum Chet Baker Sings. Va crear música amb un sentiment intens, emocional i íntim. Aquest estil de música i cant va ser fortament criticat. El motiu de la crítica va ser que es deia que Baker tenia un estil molt femení per com cantava, pel fet que semblava molt vulnerable cantant d'aquesta manera tan emocional. La societat d'aquell moment tenia una idea molt estructurada de com havia de cantar un home o una dona. Però precisament aquest estil irrompible de Baker era el que precisament es basa el cool-jazz, portant aquest estil al seu clímax en les seves interpretacions i improvisacions d'aquest àlbum. Així doncs, les seves improvisacions prescindien dels vibrats i ornamentacions, va canviar totalment el color del so, el timbre, la importància melòdica en la improvisació i el fraseig.
Així doncs, Baker es va fer un lloc molt important dins del cool-jazz defensant el seu propi estil, aconseguint una veu masculina íntima que fins aleshores mai s'havia trobat en el jazz. I va canviar o com a mínim aportar una nova visió dins del camp cultural i el qual va acabar influenciant a cantants posteriors.

## Músics del cool-jazz
- Chet Baker
- Miles Davis
- Dave Brubeck
- Bill Evans
- Lee Konitz
- Stan Getz
- Gil Evans
- Lennie Tristano
- Thelonius Monk
- Paul Desmond
- Lester Young
- Modern Jazz Quartet